# Edgar Collin
Edgar Collin (26. oktober 1836 i København – 30. juni 1906) var en dansk journalist, litterat og teaterhistoriker, søn af Gottlieb Collin, brodersøn af den litterære samler og embedsmand Edvard Collin (1808-86) og sønnesøn af Jonas Collin den ældre.
Collin blev student 1856 og beskæftigede sig siden 1864 med journalistik, redigerede i en årrække Nationaltidendes føljeton og besørgede en del teateranmeldelser.
På teaterhistoriens område har Collin fremdraget en del utrykt materiale, for eksempel Af Jonas Collins Papirer (1872), efter Thomas Overskous død fuldført dennes teaterhistorie, ligesom han (sammen med Arthur Aumont) udgav den statistiske fremstilling af Det danske Nationalteater 1748-1889 (1896-99); endvidere besørgede han 1879 4. udgave af Overskous
Haandbog, og til jubeludgaven af Holberg forfattede Collin en række monografier Holbergske Skuespillere.
Collin var frimurer og udgav Fremragende danske Frimurere, i to bind, (1872 og 1875).